# Морський агент
Морський агент або судновий агент — особа або відомство, які несуть відповідальність за обробку вантажів, а також загальні інтереси своїх клієнтів у портах і гаванях по всьому світу від імені власників суден, менеджерів та фрахтувальників. У деяких частинах світу цих агентів називають портовими агентами або вантажними брокерами. Існує кілька категорій судноплавних агентів, таких як: портові агенти, лайнерні агенти та власні агентства, кожен з яких надає певні послуги залежно від судноплавної компанії, яку вони представляють.
Іншими словами, судновий агент — це будь-яка особа або компанія, яка виконує функції агента, незалежно від того, чи здійснює вона діяльність як судновий агент, або вони виконують такі функції як доповнення до інших видів діяльності, таких як судновласник або оператор, що забезпечує обробку вантажів або подібне.
Транспортні агенти, як правило, швидко та ефективно виконують усі регулярні рутинні завдання транспортної компанії. Вони гарантують, що необхідні поставки, перевезення екіпажів, митна документація та декларації про відходи без зволікань узгоджуються з органами порту. Досить часто вони також забезпечують судноплавну компанію оновленнями та звітами про діяльність у порту призначення, щоб судноплавні компанії мали доступну інформацію в режимі реального часу під час перевезення вантажів.

## Завдання та обов'язки
Яскраво, термін транспортний агент означає відносини між комітентом (в даному випадку судноплавною компанією, що перевозить товар) та її представником, в результаті чого комітент, прямо чи неявно, уповноважує агента працювати під його контролем та від його імені.
Обов'язки / компетенція, а також винагорода агента можуть бути чітко укладені в договорі, який був укладений між ним та власником судна. Ця практика дуже поширена у торгівлі вантажами, агентах бронювання тощо.
Обов'язки вантажного брокера схожі на обов'язки транспортного агента, але можуть також відрізнятися. Наприклад, вантажний брокер також забронює вихідний вантаж та інформує вантажовідправників, на якій набережній та коли товар повинен бути представлений, а також коли навантаження та розвантаження повинні розпочатися. Він складе списки бронювання відповідно до вхідних бронювань і забезпечить, щоб департамент маніфестів збирав транспортні документи (дозволи на відправку, коносаменти), необхідні для початку операцій навантаження та розвантаження. Зібрані документи також порівнюються зі списками бронювання.
До обов'язків транспортних агентів входить:
- Забезпечення причалу для судна, що входить
- Організація для пілота та буксирів, якщо це необхідно
- Складання документів на митну та портову служби
- Організація необхідної суднової прісної води / провіанту
- Організація необхідного лікаря для екіпажу для надання будь-якої медичної допомоги
- Організація бункерів для зберігання, якщо вони потрібні
- Організація необхідного ремонту
- Передача інструкцій власнику судна та від нього
- Організація постачання, транспортування та поводження з товарами
- Організація необхідних контактів зі портових вантажників
- Збір вантажів
- Зв'язок з вантажовідправниками та одержувачами товару

У разі пошкодження вантажу або судна, судноплавний агент також укладає необхідні домовленості (на вимогу капітана або власника судна) зі страховою компанією, а також для морських інспекцій та послуг експертів або геодезистів тощо.
Конкретні завдання вантажного брокера або портового агента включають:
- Надання необхідної інформації щодо вантажних тарифів та публікації списків вітрильного спорту
- Шукаємо вантаж за повідомленнями та списками парусників
- Бронювання вантажу та укладення договорів
- Складання, ініціювання та доставка необхідних документів (списки бронювання, дозволи на доставку, замовлення на доставку), що стосуються вантажу
- Зв'язок з вантажовідправниками / експедиторами щодо поставок для відвантаження
- Виконання необхідних формальностей щодо доставки та прийому товарів (митниця тощо)
- Розрахування вантажних вимог зі страховими компаніями

## Збори
Агенти судноплавства або портові агенти отримують плату, яка називається агентською платою за їх послуги.